# 西藏瘤果芹
西藏瘤果芹（学名：Trachydium tibetanicum）为伞形科瘤果芹属的植物，是中国的特有植物。分布于中国大陆的云南等地，生长于海拔3,000米至4,000米的地区，一般生于高山草甸中，目前尚未由人工引种栽培。